# Comuna Trudove, Simferopol
Trudove (în ucraineană Трудове) este o comună în raionul Simferopol, Republica Autonomă Crimeea, Ucraina, formată din satele Denîsivka, Drujne, Ivanivka, Lazarivka, Strohonivka și Trudove (reședința).

## Demografie
Componența lingvistică a comunei Trudove
     Rusă (54,78%)
     Tătară crimeeană (30,8%)
     Ucraineană (5,62%)
     Alte limbi (0,65%)
Conform recensământului din 2001, majoritatea populației comunei Trudove era vorbitoare de rusă (54,78%), existând în minoritate și vorbitori de tătară crimeeană (30,8%) și ucraineană (5,62%).